# Weilburg
Weilburg es una ciudad alemana del estado de Hesse. Ubicada en la región de Gießen, pertenece al distrito de Limburg-Weilburg, del cual es la tercera localidad más poblada, con una población de unos 14 000 habitantes, tras Limburgo del Lahn y Bad Camberg.

## Historia
Se cree que los primeros vestigios de los colonos en los alrededores de Weilburg son atestiguados por los hallazgos de La Tène en el Scheuernberger Kopf (montaña), cerca de Kirschhofen.
Weilburg fue mencionado por primera vez en 906 en una crónica del abad Regino de Prüm como una fortificación bajo el nombre de Wilineburch. Seis años después, el rey Conrado I, cuyo padre había sido enterrado en la fortificación tras haber caído en una batalla mientras luchaba contra los Babenberg cerca de Fritzlar en 906, fundó una iglesia y una abadía. En 912, se fundó el St. Walpurgis-Chorherrenstift (monasterio). El edificio, que se construyó en un terreno elevado, permitía al monasterio controlar el río Lahn, así como la Hohe Straße que iba de Fráncfort a Colonia y la Vía Publica de Flandes a Bohemia, que pasaba cerca.
En 918, el castillo de Wilineburg adquirió especial importancia histórica cuando el rey Conrado I, acostado en su lecho de muerte, recomendó a su hermano Eberhard que entregara la insignia imperial a su más acérrimo rival, el duque sajón Enrique I el Pajarero (Testamento de Weilburg).
De 993 a 1062, la ciudad fue donada poco a poco al Obispado de Worms. Alrededor de 1225, el obispo de Worms prometió el señorío sobre la ciudad a la Casa de Nassau, que al final compraron, otorgando al lugar un año más tarde los mismos derechos de la ciudad en poder de Fráncfort. El conde Johann I de Nassau edificó aquí su residencia en 1355, renovó el castillo a palacio y también construyó las fortificaciones de la ciudad. En 1359, mandó levantar un puente de piedra sobre el Lahn.
La Casa de Nassau influyó en la historia de la ciudad durante varios siglos. El conde Juan Ernesto (1664–1719), en particular, renovó y embelleció su ciudad de residencia al expandir el palacio renacentista (Hochschloss), construir un parque y cambiar el aspecto de la ciudad. Weilburg se convirtió así en uno de los ejemplos mejor conservados de una pequeña ciudad residencial alemana desde la época del absolutismo. A partir de 1806, la ciudad fue sede gubernamental del recién creado Ducado de Nassau. En 1816 Guillermo, duque de Nassau trasladó su residencia a Biebrich. En 1866, el Ducado de Nassau fue anexionado por Prusia.
En el ámbito de la arquitectura, Weilburg es conocido por sus edificios francos desde antes de 1800. Wilhelm Jacob Wimpf, un "abogado del gobierno", fue instrumental en la promoción del llamado estilo Pisee en la ciudad y sus alrededores, produciendo lo que sigue siendo el edificio franco más alto de Alemania, una casa de seis pisos.

### El nacionalsocialismo y la Segunda Guerra Mundial
En 1933, como en otras ciudades y pueblos alemanes, los nacionalsocialistas fueron elegidos en el poder. Poco antes, los nazis habían tenido en la región fuertes actuaciones en las elecciones. El último alcalde no nazi elegido por el ayuntamiento, Diffenhardt, fue derrocado en una moción de confianza instigada por los nazis en el verano de 1933.
En la Segunda Guerra Mundial, la ciudad solo sufrió daños leves. La fachada central del invernadero del palacio se derrumbó después de que una bomba aérea destinada a la estación de trenes de Weilburg cayera justo frente a la puerta y explotara. La estación de ferrocarril y la cervecería Helbig cercana también sufrieron daños. Cuando las tropas de los Estados Unidos se apoderaban de la ciudad el 27 de marzo de 1945, los combates causaron algunos daños leves, aunque todos los puentes de la ciudad fueron volados al retirarse las tropas alemanas.

### Centro Municipal
Weilburg era la antigua sede del Oberlahnkreis desde la fundación del distrito en 1867. Weilburg perdió esta función cuando, en el curso de la reforma administrativa en Hesse, se abolieron tanto el distrito de Oberlahnkreis como el distrito de Limburg y el nuevo distrito de Limburg-Weilburg entró en vigor el 1 de julio de 1974, con Limburgo como su sede. Hasta el día de hoy, sin embargo, se puede encontrar un puesto de la administración del distrito en la oficina del exadministrador del distrito en Limburger Straße.
En 2005, la ciudad organizó el XLV Festival Estatal de Hessentag del 17 al 26 de junio.

## Geografía

### Ubicación
La comunidad se ubica en el valle del Lahn entre el Westerwald y la cordillera de Taunus, aguas arriba de la desembocadura del río Weil en el Lahn y a 80 km al noreste de Coblenza. La ciudad antigua, construida en y alrededor de una colina rocosa, está casi rodeada por el Lahn.

### Comunidades vecinas
Weilburg limita al norte con las comunidades de Merenberg y Löhnberg (ambas en el distrito de Limburg-Weilburg), al este con el pueblo de Braunfels (distrito de Lahn-Dill), al sur con las comunidades de Weilmünster y Weinbach, así como con el pueblo de Runkel, y al oeste con la comunidad de Beselich (todas en Limburg-Weilburg).

### Comunidades constituyentes
Además del pueblo principal, en el cual viven menos del 40% de los habitantes, los centros poblados de Ahausen, Bermbach, Drommershausen, Gaudernbach, Hasselbach, Hirschhausen, Kirschhofen, Kubach, Odersbach y Waldhausen también pertenecen al área municipal de Weilburg.

## Política

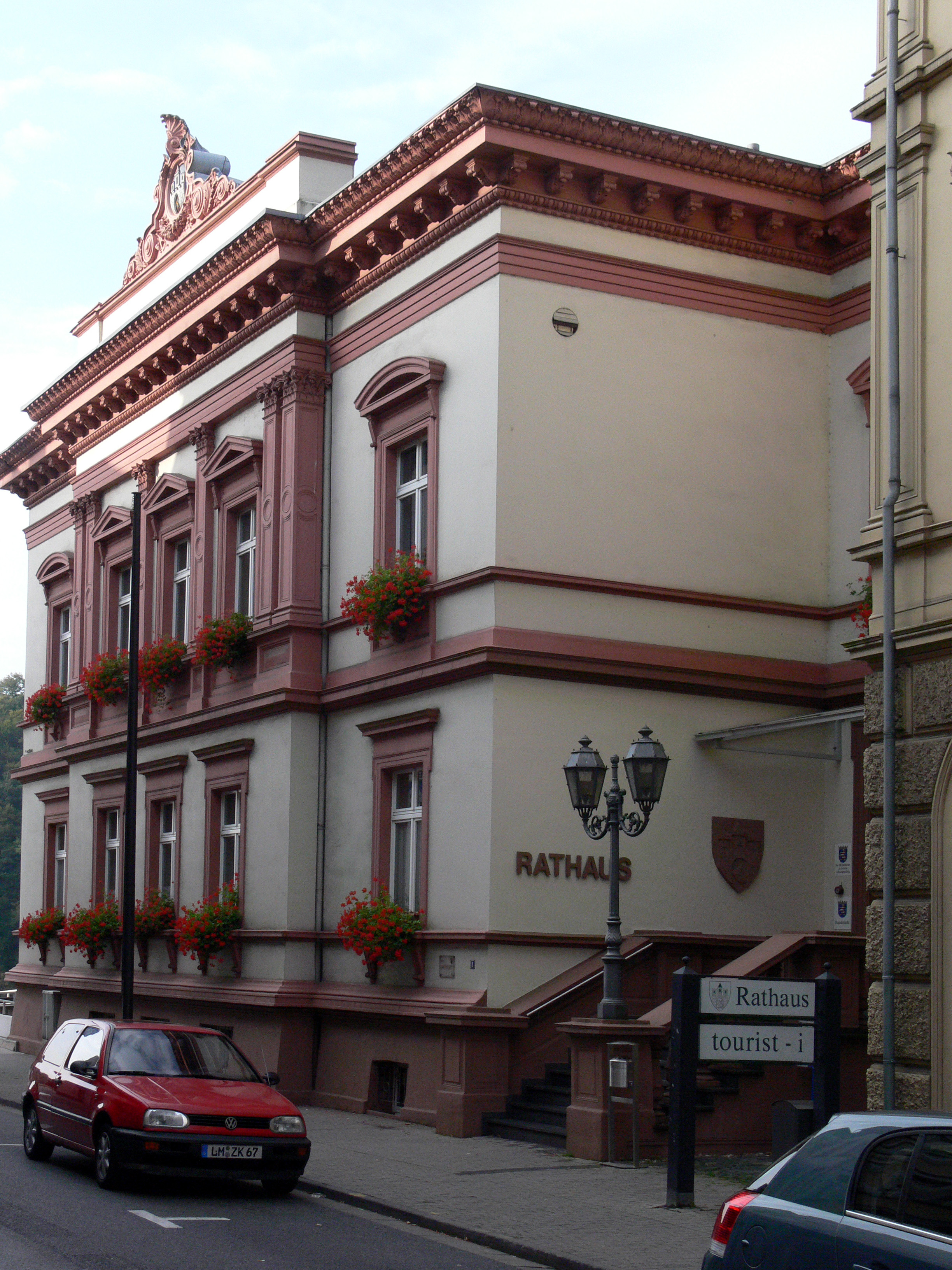
Ayuntamiento de Weilburg.

### Concejo
La elección municipal llevada a cabo el 26 de marzo de 2006 tuvo los siguientes resultados:
| Partidos y votantes          | Partidos y votantes          | % 2006 | Escaños 2006 | % 2001 | Escaños 2001 |
| CDU                          | Unión Demócrata Cristiana    | 35.4   | 13           | 32.8   | 12           |
| SPD                          | Partido Socialdemócrata      | 40.2   | 15           | 40.9   | 15           |
| GRÜNE                        | Alianza 90/Los Verdes        | 6.5    | 2            | 5.3    | 2            |
| FDP                          | Partido Democrático Liberal  | 6.6    | 3            | 6.4    | 2            |
| FWG                          | Freie Wählergemeinschaft     | 11.3   | 4            | 14.6   | 6            |
| Total                        | Total                        | 100.0  | 37           | 100.0  | 37           |
| Participación electoral en % | Participación electoral en % | 43.4   | 43.4         | 53.2   | 53.2         |

### Ciudades hermanadas
- Privas (Francia, desde 1958)
- Tortona (Italia, desde 1964)
- Zevenaar (Países Bajos, desde 1966)
- Kežmarok (Eslovaquia, desde 1990)[2]
- Quattro Castella (Italia, desde 2002)
- Colmar-Berg (Luxemburgo, desde 2004)
- Kızılcahamam (Turquía, desde 2006)

### Escudo de armas

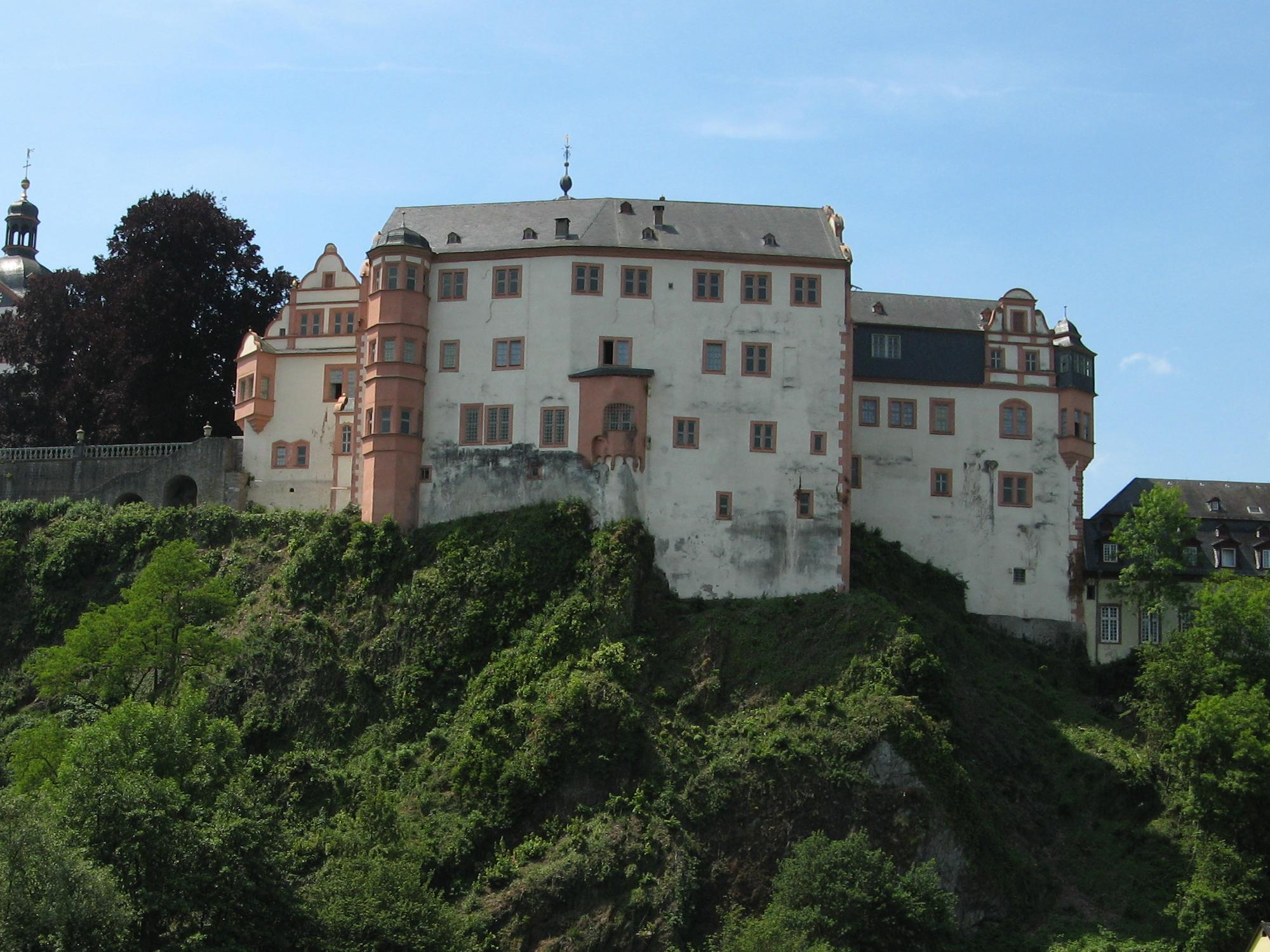
El castillo de Weilburg destaca en el horizonte.

El escudo de armas del pueblo fue dotado por primera vez en 1906 con motivo del milésimo aniversario de su primera mención documental. En él figura un castillo en plata en un fondo azul. La torre en el medio de las tres existentes tiene un tehjado rojo con una bola dorada en el pico. La puerta, que está cerrada y cubierta de negro, se superpone con un escudo azul, que lleva el león de Nassau en oro. Las armas fueron modeladas a partir de un sello del pueblo que data de 1329.

### Bandera
La bandera de Weilburg es tricolor horizontal en amarillo, azul y blanco. Los colores fueron tomados a partir del esmalte en el escudo de armas: el amarillo representa al dorado y el blanco al plateado. El azul era el color de los antiguos conde]s que gobernaban la región.

## Cultura y turismo

### Museos

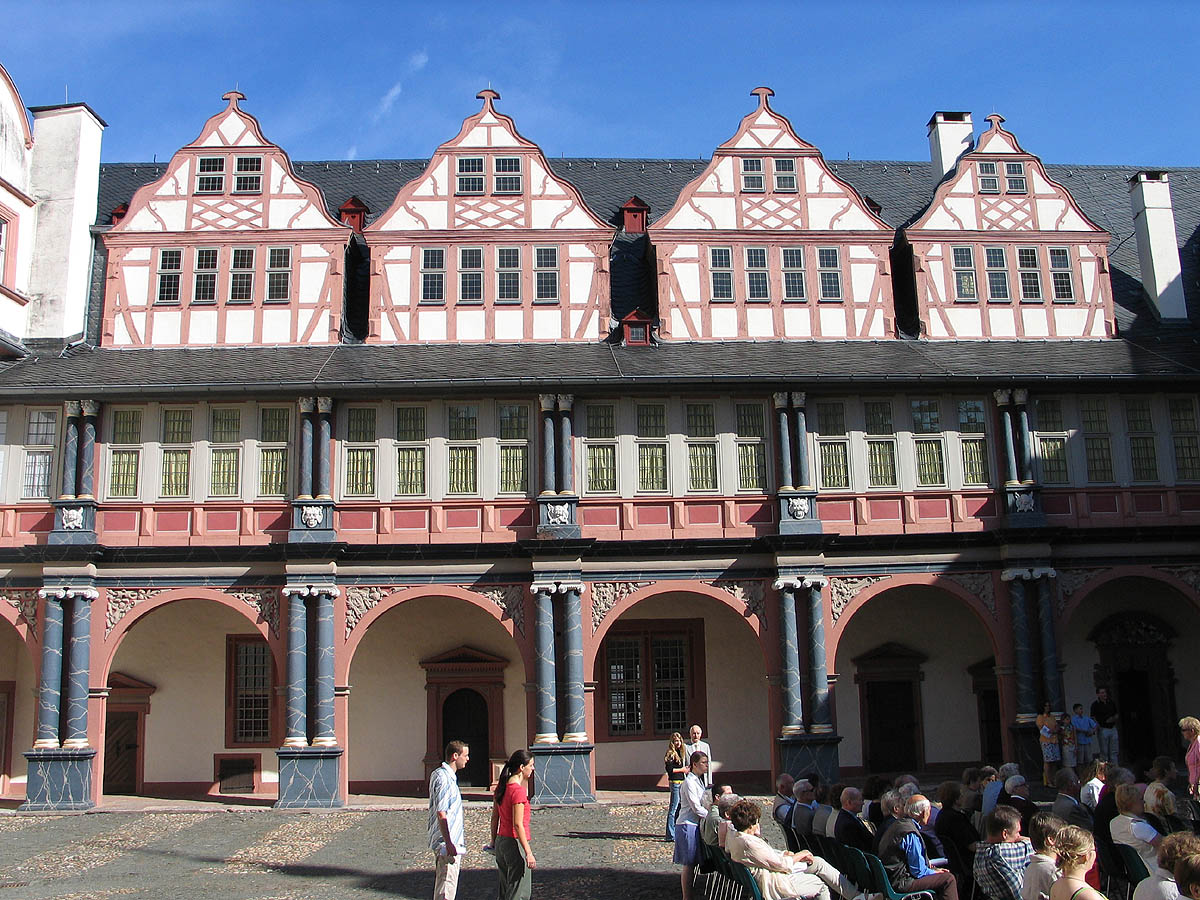
Castillo de Weilburg.

El Schloss Weilburg (castillo residencial) fue convertido en un museo en 1935 y, desde entonces, solo puede ser visitado con un tour guiado. 
Ubicado en el antiguo edificio de la cancillería se encuentra el Bergbau- und Stadtmuseum de Weilburg (Museo de la ciudad y de la minería) que tiene a su disposición un área de exhibición de 1200 m². En él se exhibe la historia de Weilburg y una amplia colección sobre la minería en el pueblo y las áreas vecinas. Este museo, que data de 1972, es el museo de minería más antiguo de Hesse.

### Edificios

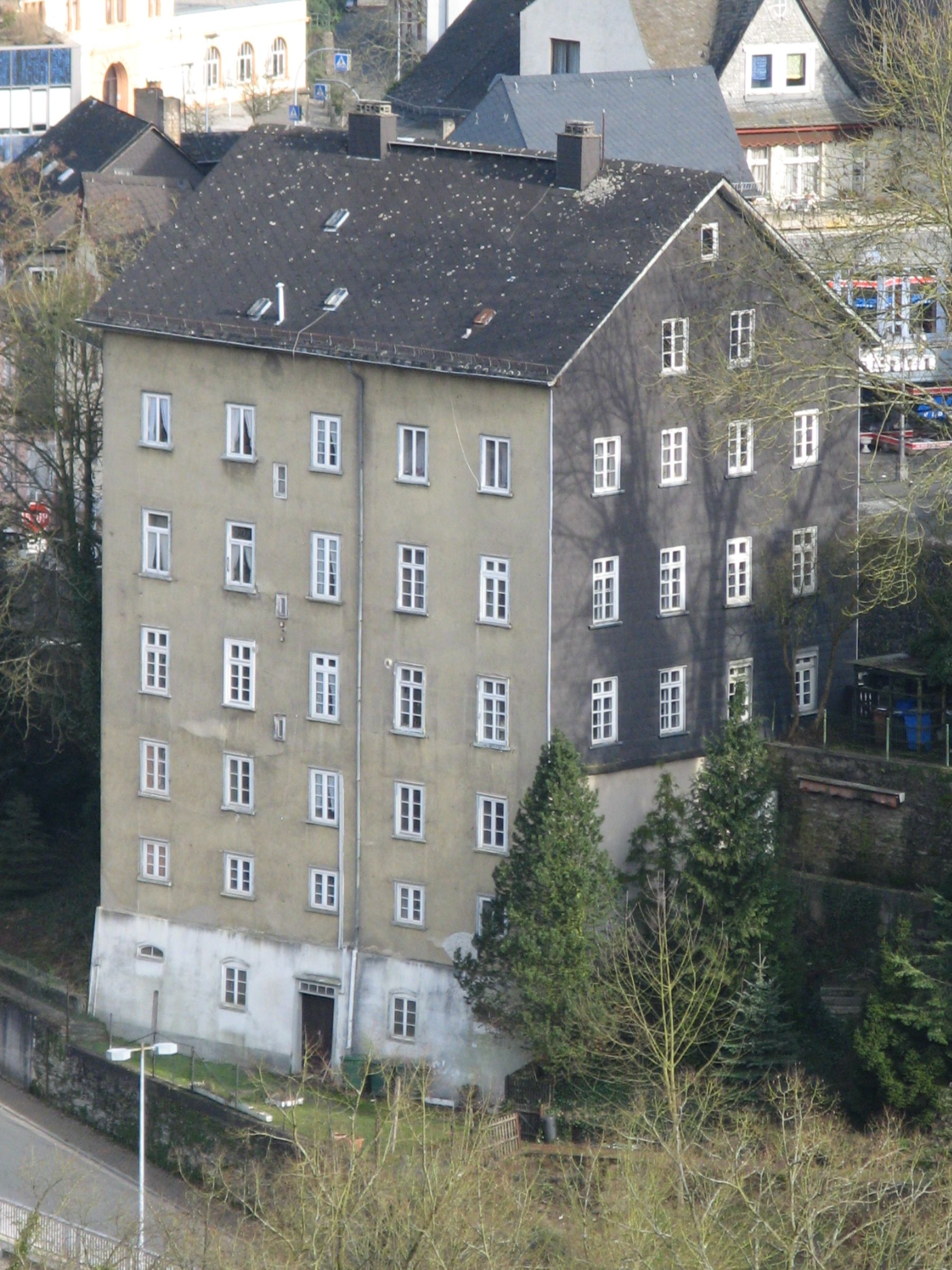
Edificio de marga más alto de Alemania (construido antes de 1836).

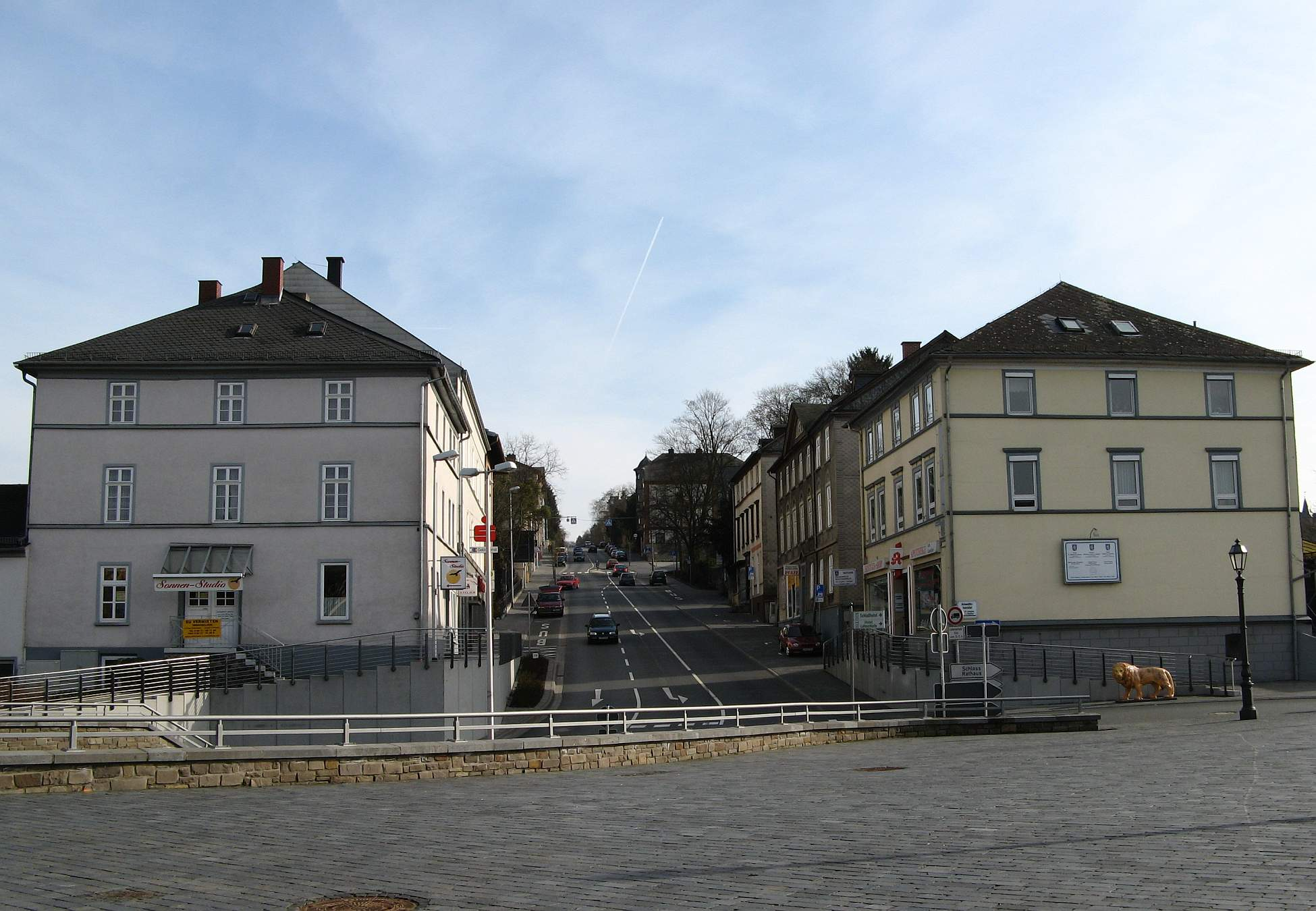
Vista de la Landtor (puerta) a la Frankfurter Straße

Weilburg fue, por muchos años, una residencia y sede de gobierno de la casa de Nassau-Weilburg. Incluso hoy en día, la ciudad antigua todavía se caracteriza por sus edificios de la época. El edificio más notable es el castillo, Schloss Weilburg, que data del siglo XIV, aunque fue reformado en los siglos XVI y XVIII. Su sección renacentista, conocida como el Kernschloss (castillo principal o central), se encuentra entre los castillos renacentistas mejor preservados en Hesse. La ampliación barroca, bajo la dirección de Johann-Ernst de Nassau-Weilburg, ocupó casi la mitad de la ciudad antigua. La iglesia evangélica del palacio (Schlosskirche) de inicios del siglo XVIII también forma parte del conjunto.
En el cementerio antiguo de la ciudad se encuentra una colina del calvario junto con una capilla del Santo Sepulcro (Heilig-Grab-Kapelle), orientada hacia el Santo Sepulcro de Jerusalén.
En el siglo XIX, el pueblo creció notablemente más allá de sus límites medievales. En las calles Limburger, Bahnhof y Frankfurter, se construyeron varios edificios de marga (Pisee-Bauten, por el nombre del estilo, Pisee). En particular, una fila de fachadas en este estilo se halla en la Bahnhofstraße. Asimismo existe en Weilburg el edificio más alto de Alemania en estilo Pisee.

Tres túneles de Weilburg
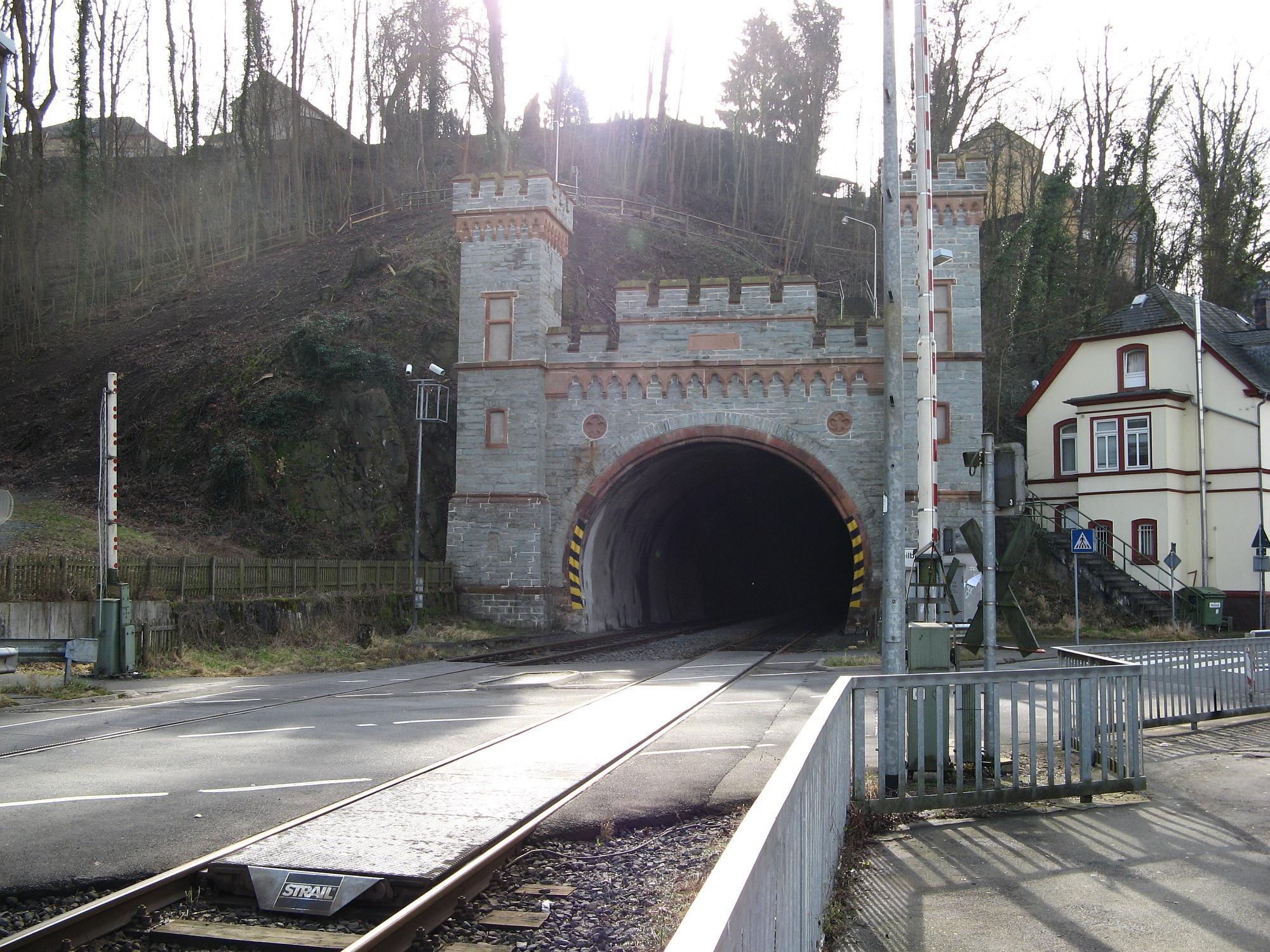
Túnel del ferrocarril
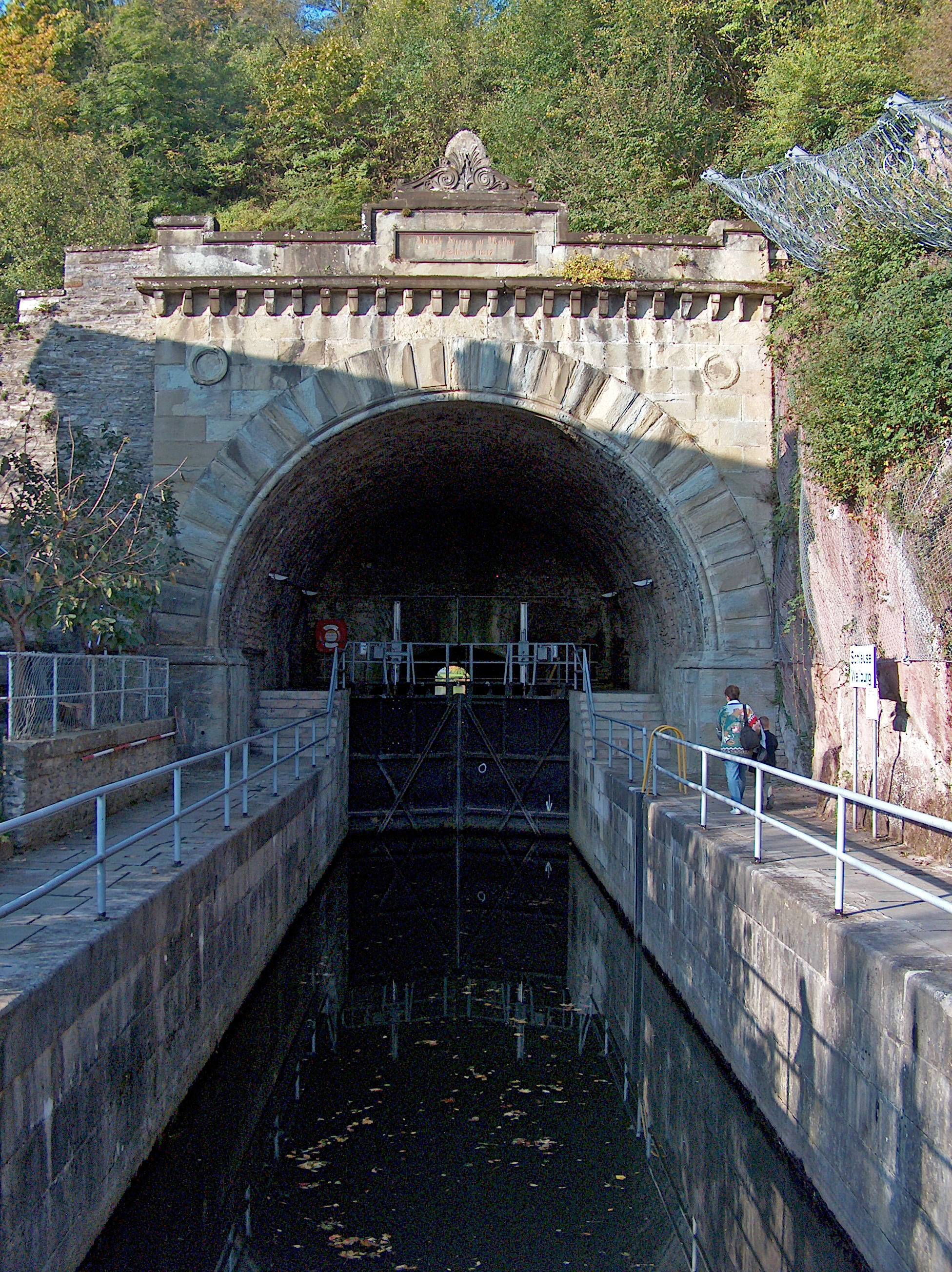
Túnel del río
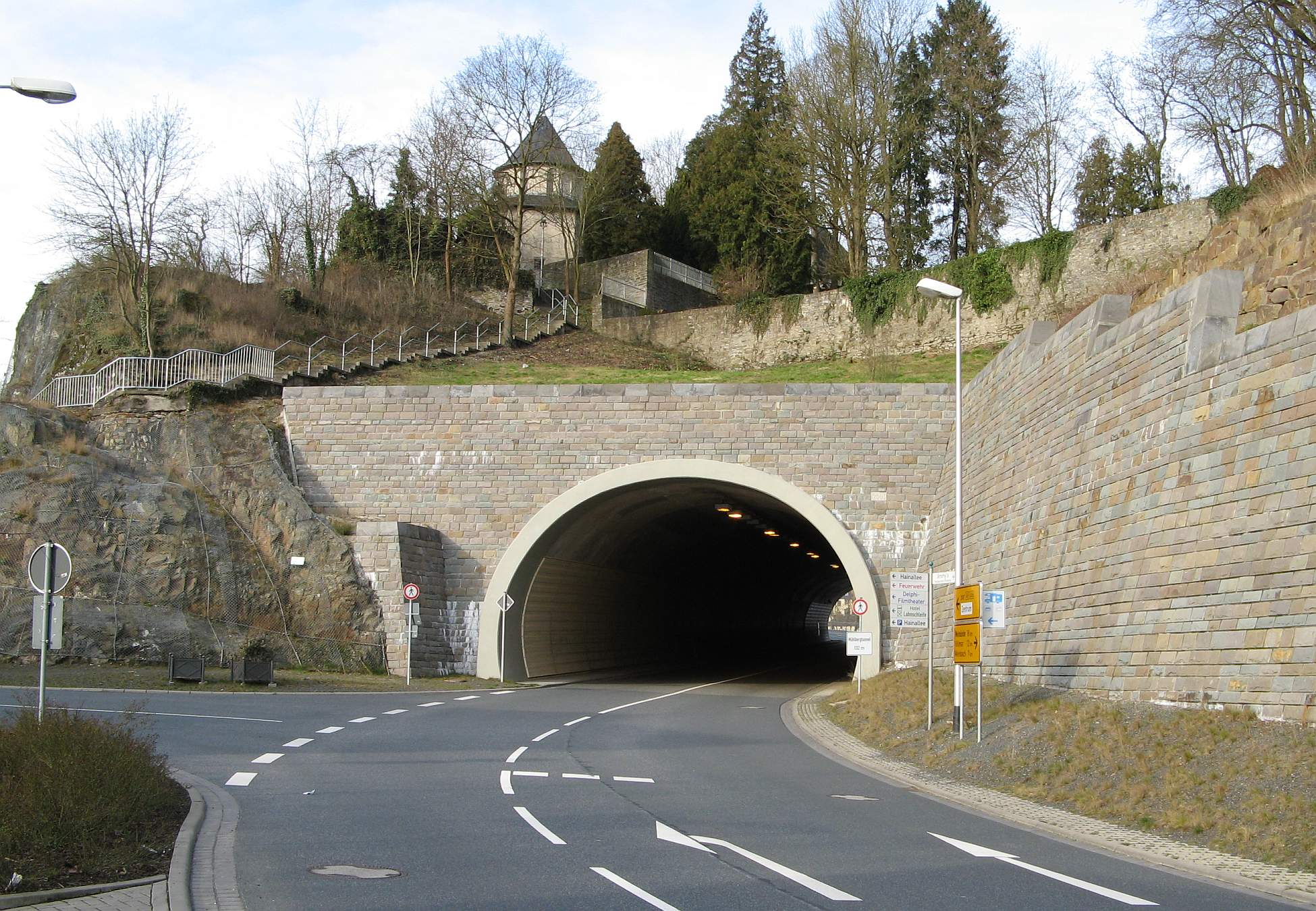
Túnel de la carretera

### Parques
El palacio de Weilburg cuenta con un jardín barroco que se extiende por varias terrazas a lo largo del Lahn.
Además, en el centro periférico de Hirschhausen se encuentra el Tiergarten Weilburg. Originalmente era el coto de caza de los condes de Weilburg, pero hoy es un jardín zoológico visitado por 110.000 personas cada año.

### Monumentos naturales
En el centro periférico de Kubach se encuentra la Kristallhöhle, o Cueva de Cristal. Grandes partes de las paredes de esta cueva hendida están engastadas con innumerables cristales de calcita y calcosina. Se dice que los cristales de las paredes de esta forma son únicos en Alemania. Se cree que la cueva es la mayor cámara subterránea natural de Alemania, con una longitud de unos 200 m, una anchura de hasta 23 m y una altura de hasta 30 m.

## Economía e infraestructura

### Transporte
La ciudad se encuentra en el ferrocarril del valle del Lahn (que da servicio a Koblenz Hauptbahnhof, Limburg, Weilburg, Wetzlar y Gießen) y pertenece al Rhein-Main-Verkehrsverbund. Hasta 1969, Weilburg era la terminal del Weiltalbahn procedente de Grävenwiesbach. Para las necesidades de esta línea se construyó un cobertizo para locomotoras con una plataforma giratoria en la estación de ferrocarril de Weilburg. Tras el abandono de la línea, los edificios fueron derribados en la década de 1980. Incluso la antigua estación de mercancías y de clasificación se convirtió en tres apartaderos y un bucle de paso.

A Weilburg se puede llegar por las Bundesstraßen 49 y 456, que la conectan con las autopistas A 3 (Colonia-Frankfurt) desde Limburgo y A 45 (Dortmund-Aschaffenburg) desde Wetzlar, así como desde la región del Rin-Meno de Frankfurt.
La Bundesstraße 456 cruza el Lahn en Weilburg por el Oberlahnbrücke ("Puente del Alto Lahn"). Se construyó como parte de la circunvalación de Weilburg. También cruzan el Lahn en Weilburg el Steinerne Brücke ("Puente de Piedra") y el Ahäuser Brücke ("Puente de Ahaus") para el tráfico motorizado, y el Ernst-Dienstbach-Steg, una pasarela.

### Empresas establecidas
Weilburg es la sede de Vistec Semiconductor Systems.